# Albert Ammons
Albert Ammons (Chicago, 23 de setembro de 1907 – Chicago, 2 de dezembro de 1949) foi um pianista norte-americano e tocador de boogie-woogie, um estilo de jazz blues popular a partir da década de 1930 até meados dos anos 40.

## Discografia
| Ano de lançamento | Título do álbum                                  | Gravadora         |
| ----------------- | ------------------------------------------------ | ----------------- |
| 1941              | 8 to the Bar (com Pete Johnson)                  | RCA Victor        |
| 1948              | King of Boogie Woogie (1939-1949)                | Blues Classics    |
| 1951              | Boogie Woogie Classics                           | Blue Note Records |
| 1975              | King of Blues and Boogie Woogie 1907-1949        | Oldie Blues       |
| 1982              | King of Blues and Boogie Woogie 1907-1949 Vol. 2 | Oldie Blues       |
| 1992              | The First Day                                    | Blue Note         |
| 2004              | The Boogie Woogie Trio, Vols. 1-2                | Storyville        |